# Стрелок (клипер, 1856)
«Стрелок» (старое написание «Стрѣлокъ») — парусно-винтовой клипер шестипушечного ранга Российского Императорского флота. Является вторым клипером типа «Разбойник» построенным в Архангельске («Разбойник», «Стрелок», «Джигит», «Пластун», «Опричник» и «Наездник»). Эти корабли стали первыми в России паровыми судами-крейсерами.
«Стрелок» зачислен на службу на Балтике, затем переведён на Дальний Восток России, после чего вновь вернулся на Балтику, тем самым совершив кругосветное плавание. На Тихом океане экипаж корабля внёс большой вклад в изучение Приморья. Его именем названы несколько географических объектов на побережье Японского моря.

## Проект
В марте 1855 года главный командир Архангельского порта вице-адмирал С. П. Хрущов предложил Морскому министерству построить на Белом море несколько винтовых пароходов. Теоретический чертёж клипера был рассмотрен Кораблестроительным и учётным комитетом в 1855 году. Летом этого же года начальник Адмиралтейских Ижорских заводов инженер-генерал А. Я. Вильсон получил от главы Морского ведомства Великого князя Константина Николаевича письмо на предмет возможности изготовления шести паровых машин высокого давления по 120 сил каждый для винтовых кораблей и отправки их в Архангельск в разобранном виде для сбора на месте с окончательным сроком до марта 1856 года. 2 сентября 1855 года документы по паровым машинам были направлены для исполнения управляющему Кораблестроительным департаментом Морского министерства капитану 1-го ранга М. Д. Тебенькову с припиской: «Назначение вышеупомянутых механизмов не должно ни под каким видом быть оглашено, а оставаться известным только Вашему Превосходительству». Общее техническое руководство проекта осуществил член Пароходного комитета капитана 2-го ранга И. А. Шестаков, а чертежи судов разработал поручик корпуса корабельных инженеров А. А. Иващенко По списку судов флота от 12 сентября 1855 года строящиеся корабли были записаны как винтовые лодки. В этот же день копии чертежей департамент направил Главному командиру Архангельского порта с предписанием немедленного начала постройки, и уже 24 сентября приступили к резке металла для корпусных конструкций и заготовке прочих материалов. В октябре адмирал С. П. Хрущов сообщил: «С получением теоретического чертежа, для построения здесь шести клиперов, разбивка на плазе сделана, лекала приготовлены, кили и штевни связаны и для наборных членов леса выправлены. Для закладки клиперов в Большом адмиралтействе, на трех некрытых и одном крытом эллинге стапель-блоки положены, а также старые два эллинга в Среднем адмиралтействе исправны и в них стапель-блоки также на местах; теперь оканчиваются работаю спусковые фундаменты, но самую постройку клиперов за неполучением практических чертежей требуется приостановить. Уведомляя об этом Кораблестроительный департамент, прошу поспешить присылкою сюда практических чертежей означенных клиперов или корветов и чертежа вооружения их». 28 октября 1855 года приступили к производству машин. За их постройкой наблюдал инженер-механик капитан Говорливый. С декабря 1855 года наблюдающим за постройкой кораблей от морского флота стал капитан 2-го ранга А. А. Попов. Он привёз чертёж кормы с деревянным рулем и рудерпостом, хотя сначала предполагалось изготовить их из железа, а также новый чертёж устройства колодца для подъема винта — так как он оказывает значительное замедление хода во время движения под парусами, то было решено убирать его в специальную шахту. 1 января 1856 года А. А. Попов подал Главному командиру порта докладную записку с предложениями усовершенствования конструкции корпуса, рангоута и иного расположения внутренних помещений. По ходу проекта была изучена возможность увеличения мощности паровой машины, и было принято решение о применении трёх паровых котлов того же размера вместо двух. И 1 февраля 1856 года начальник Ижорских заводов получил указание к производству дополнительных котлов с необходимыми переделками в машинах.

## Постройка
«Стрелок», как и остальные корабли проекта, был заложен в Архангельске 5 января 1856 года. Закладку корпусов произвели старший корабельный инженер порта полковник корпуса корабельных инженеров А. Т. Загуляев и младший инженер поручик корпуса корабельных инженеров В. П. Василевский С 6 февраля постройкой корпусов кораблей «Стрелок», «Джигит» и «Наездник» занимался штабс-капитан П. К. Митрофанов (позже, за их постройку он был произведен в подполковники корпуса корабельных инженеров). 15 марта руководство Ижорских заводов получило распоряжение о доставке в Кронштадт механизмов на два клипера, а для третьего только котлы. Остальные механизмы следовало отправить в Кронштадт в течение лета 1856 года. По распоряжению управляющего Морским министерством от 9 июня 1856 года строящиеся корабли были классифицированы как винтовые клипера, приравненные по рангу к корветам. Машины для клиперов поступали в разобранном виде — по двадцать частей массой от 330 до 2550 кг, а паровые котлы — по девять, массой от 570 до 3000 кг. Суммарная масса машины, гребного вала и гребного винта достигала 33,7 тонн. Сборкой судовых механизмов клиперов занимались на Ширшемском заводе. Кроме машин, на Ижорских заводах изготавливали камбузные плиты, морские помпы, иллюминаторы и прочие дельные вещи. В июне для комплектования команд клиперов прибыли моряки-черноморцы, ранее участвовавшие в обороне Севастополя. Спуск на воду состоялся 20 июня. 29 июля «Стрелок», «Разбойник», «Пластун», «Джигит» вышли под парусами, и в начале сентября прибыли в Кронштадт. Данный переход показал отличные мореходные качества клиперов, но недостаточность текущего парусного вооружения типа трехмачтовой гафельной шхуны, и необходимость его усиления до типа баркентина. Далее их разоружили и на зиму поставили в доки для установки механизмов и паровых машин, доставленных с Ижорских заводов, а при участии капитана 1-го ранга А. А. Попова был разработан новый чертёж парусности. В ходе постройки было пересмотрено использование данных кораблей для крейсерских операций на Дальневосточных коммуникациях.
Весной 1857 года «Разбойник», «Стрелок», «Пластун» и «Джигит» были выведены из доков и вооружены, после чего они вступили в кампанию.

## Конструкция

### Корпус
Корпус клипера был выстроен из древесины лиственных пород с частичным использованием дубового и соснового леса со стальными креплениями в надводной части и медными в подводной части корпуса. Набор остова осуществлялся по системе Саймондса. Корабль имел трюм, а так же верхнюю (главную) и нижнюю палубы. Внутренние помещения от носа в корму располагались следующем порядке: арсенал, канатный ящик, шкиперская кладовая, парусная кладовая, крюйт-камера, бомбовый погреб, водяная цистерна, кладовая мокрой провизии, погреба для ядер, угольные ямы, машинно-котельное отделение (МКО), кладовая сухой провизии, провизионные кладовые, каюты офицеров, колодец гребного винта, каюта командира, кают-компания. Подводная часть корпуса до ватерлинии была обшита медными листами. На борту размещались: один большой баркас, один рабочий катер, один командирский катер и два яла.

### Силовая установка
Силовая установка — комбинированная парусно-механическая. С апреля 1858 года клипер нёс парусное вооружение по типу барк на трёх мачтах. Механическая часть состояла из одной двухцилиндровой горизонтальной паровой машины простого расширения, мощностью 150 и. с., трёх цилиндрических однотопочных огнетрубных котла коробчатого типа, с выработкой пара давлением 1,76 атмосфер каждый, размещёнными в одном машинно-котельном отделении (МКО) ниже ватерлинии. Паровая машина прямого действия работала на один подъёмный двухлопастный винт. Единственная дымовая труба была телескопической и размещалась за фок-мачтой.

### Вооружение
- Две гладкоствольные одноствольные 60-фунтовые пушки № 1 (196-мм) с длиной ствола 17,6 калибра размещались на верхней палубе на поворотных платформах. Заряжание проходило вручную, боеприпасы — чугунные, железные или стальные ядра, бомбы или картечь. Дальность стрельбы: ядрами — до 3,5 км, бомбами — до 3,1 км.
- Две гладкоствольные одноствольные 60-фунтовые пушки № 2 (196-мм) с длиной ствола 15,4 калибра размещались на верхней палубе побортно на открытой батарее. Заряжание проходило вручную, боеприпасы — чугунные, железные или стальные ядра, бомбы или картечь. Дальность стрельбы: ядром — до 2,8 км, бомбами — до 2,5 км.
- Две гладкоствольные одноствольные 24-фунтовые (152-мм) пушки-карронады с длиной ствола 12,25 калибра размещались на верхней палубе побортно на открытой батарее. Заряжание проходило вручную, боеприпасы — ядра или картечь. Дальность стрельбы: до 1,5 км.

## Служба
В 1857 году капитан 1-го ранга Д. И. Кузнецов возглавил 1-й Амурский отряд винтовых судов отправляющихся на Дальний Восток России. В отряд были включены «Воевода» (капитан-лейтенант Ф. Я. Брюммер, брейд-вымпел начальника отряда), «Боярин» (капитан 2-го ранга А. П. Гревенс), «Новик» (капитан-лейтенант Ф. Г. Стааль 2-й), «Джигит» (капитан-лейтенант барон Г. Г. Майдель), «Пластун» (капитан-лейтенант Мацкевич), «Стрелок» (капитан-лейтенант И. И. Федорович) и транспорт Русско-американской Компании «Император Николай I». Штаб Д. И. Кузнецова располагался на «Воеводе» (секретарь начальника отряда, коллежский асессор барон А. Е. Врангель, дежурный штаб-офицер лейтенант Давыдов, старший штурманский офицер подпоручик Казаков). Переход отряда осуществлялся раздельно. 19 сентября (1 октября) 1857 года первыми вышли «Стрелок», «Пластун» и «Джигит». Во время перехода, 17 апреля 1858 года Дмитрий Иванович был произведён в контр-адмиралы. Во время перехода, А. А. Попов вновь изменил парусное вооружение клиперов, сделав его по типу барк — оснастив прямыми парусами и грот-мачту. Данное вооружение оказалось наиболее удачным для всех архангельских клиперов. В походе капитан 1-го ранга Д. И. Кузнецов отмечал: «Во всех портах иностранные морские офицеры любовались наружным видом клиперов … Образование носовых линий превосходное, корветы и клиперы свободно разрезают воду, не претерпевают ударов в носовую часть и на волнение всходят легко. „Джигит“, имея два паровых котла, никогда не уступал в ходу прочим судам отряда с тремя котлами, между тем топлива брал на семь дней, когда прочие клиперы имеют его не более чем на четыре или пять дней. При 24 фунтах пара (1,68 атмосферы) ход был шесть узлов (11,1 км/ч), а при 45 (3,15 атмосферы) доходил до восьми — девяти (14,8-16,7 км/ч). Большая часть перехода осуществлялась под парусами. …».

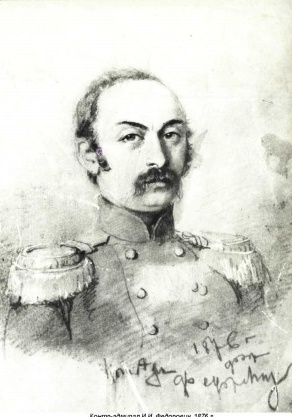
И. И. Федорович

28 июня (10 июля) 1858 года отряд пришёл в Гонконг, где Д. И. Кузнецов получил распоряжение от вице-адмирала графа Е. В. Путятина отправить клиперы «Стрелок» и «Пластун» в Печелийский залив, а сам с оставшимися кораблями отряда отправится к Де-Кастри. 7 сентября вице-адмирал Д. И. Кузнецов спустил свой брейд-вымпел, и отряд перешёл под командование начальника Сибирской флотилии. А клипер остался в распоряжении вице-адмирала графа Е. В. Путятина. В этом же году командой клипера «Стрелок» в северо-восточной части залива Петра Великого был описан и назван в честь своего корабля залив Стрелок, а также на востоке этого залива была открыта и описана новая бухта (ныне бухта Анна). Далее был произведён промер и опись побережья Японского моря от залива Ольга до Императорской Гавани (ныне Советская Гавань).
7 (19) июня 1859 года Генерал-губернатор граф Н. Н. Муравьёв-Амурский поднял свой флаг на пароходо-корвете «Америка» для осуществления визитов в Южные гавани Приморья для встречи там с экспедицией К. Ф. Будогосского и сбора новых сведений; в Империю Цин к генерал-майору Н. П. Игнатьеву для переговоров с властями Цинской империи об уточнении пограничной линии определённой Айгунским договором; и в Эдо (ныне Токио) для переговоров и решения «Сахалинского вопроса». В сопровождение «Америке» были определены: «Боярин», «Воевода», «Стрелок», «Пластун» и транспорт «Японец». Местом сбора отряда стал порт Хакодате, куда корабли начали прибывать с 11 июня. В Японии состав отряда пополнился клипером «Джигит», ранее находившийся в распоряжении Российского консула в Японии. 15 июня корабли двумя группами (первая: «Америка» под брейд-вымпелом графа Н. Н. Муравьева-Амурского, «Воевода», «Японец» во время перехода к первой группе присоединился транспорт «Манджур» с экспедицией В. М. Бабкина и вторая: «Боярин», «Стрелок», «Пластун», «Джигит») отправились к Южным гаваням Приморья, описывая острова, бухты, заливы и производя съёмку береговой линии. 20 июня в Новгородскую гавань (ныне залив Посьета), где уже находились «Америка» и «Воевода», подошла вторая группа кораблей. Несколько дней экипажи всех кораблей произвели промер глубин у входа в гавань, и провели наблюдения за приливами и отливами. 25 июня (7 июля) 1859 года корабли ушли из залива в Империю Цин. По возвращении в Россию, экипажем клипера «Стрелок» была описана и нанесена на карту группа островов под названием Острова Голые (ныне архипелаг Римского-Корсакова). Эти острова впервые были обнаружены в 1851 году французскими китобоями, и в 1852 году французские моряки с брига «Каприз» описали и назвали их фр. Iles Pelees. Далее была изучена, частично обследована и описана экипажами клипера «Стрелок» и пароходо-корвета «Америка» другая группа островов — ныне архипелаг Императрицы Евгении. Также моряки клипера «Стрелок» исследовали, описали и дали название острову Маячный (ныне Аскольд) и бухте на юго-западе острова между мысами Елагина и Кошелева (ныне бухта Наездник). Также был исследован пролив, разделяющий остров Маячный от острова Пятятина, который назвали в честь одного из первых русских винтовых фрегатов «Аскольд». Посредине этого пролива была обнаружена и исследована группа скал (ныне камни Унковского).
С началом навигации 1860 года командиром клипера назначен капитан-лейтенант А. Сухомлин. «Стрелок» ходил в Татарском проливе и Охотском море. В апреле экипаж занимался гидрографическими работами, промером и описью устьев рек в заливе Петра Великого. По пути к Де-Кастри М. А. Бакунин с борта клипера бежал в Японию, за что в 1862 году капитан-лейтенант Сухомлин привлекался по делу «о произвольном разрешении Бакунину, не доходя до Кастри, пересесесть на купеческое судно». 
В феврале 1861 года капитан-лейтенант Г. Х. Эгершельд вступил в командование клипером. Далее клипер из Николаевска отправился в практическое плавание в залив Де-Кастри и военный пост Дуэ с воспитанниками Николаевского морского училища, ставшее первым для двенадцатилетнего кадета С. Макарова — будущего адмирала. Летом клипер ходил в Петропавловск-Камчатский. 24 сентября клипер вышел из Николаевска и взял курс на Китай. 26 октября 1861 года корвет «Гридень» и клипер «Стрелок» отправились от берегов Китая в Кронштадт. Они пришли в Кронштадт летом 1862 года.
По возвращении планировалась тимберовка клипера, но эти планы реализованы не были. 16 июля 1866 года приказом по Морскому министерству «Стрелок» был отчислен к Кронштадтскому порту. Некоторое время он использовался как блокшив (по другим данным — несколько лет использовался в качестве учебного судна Морского кадетского корпуса), а 4 ноября 1878 года исключён из списков судов Российского Императорского флота и разобран.

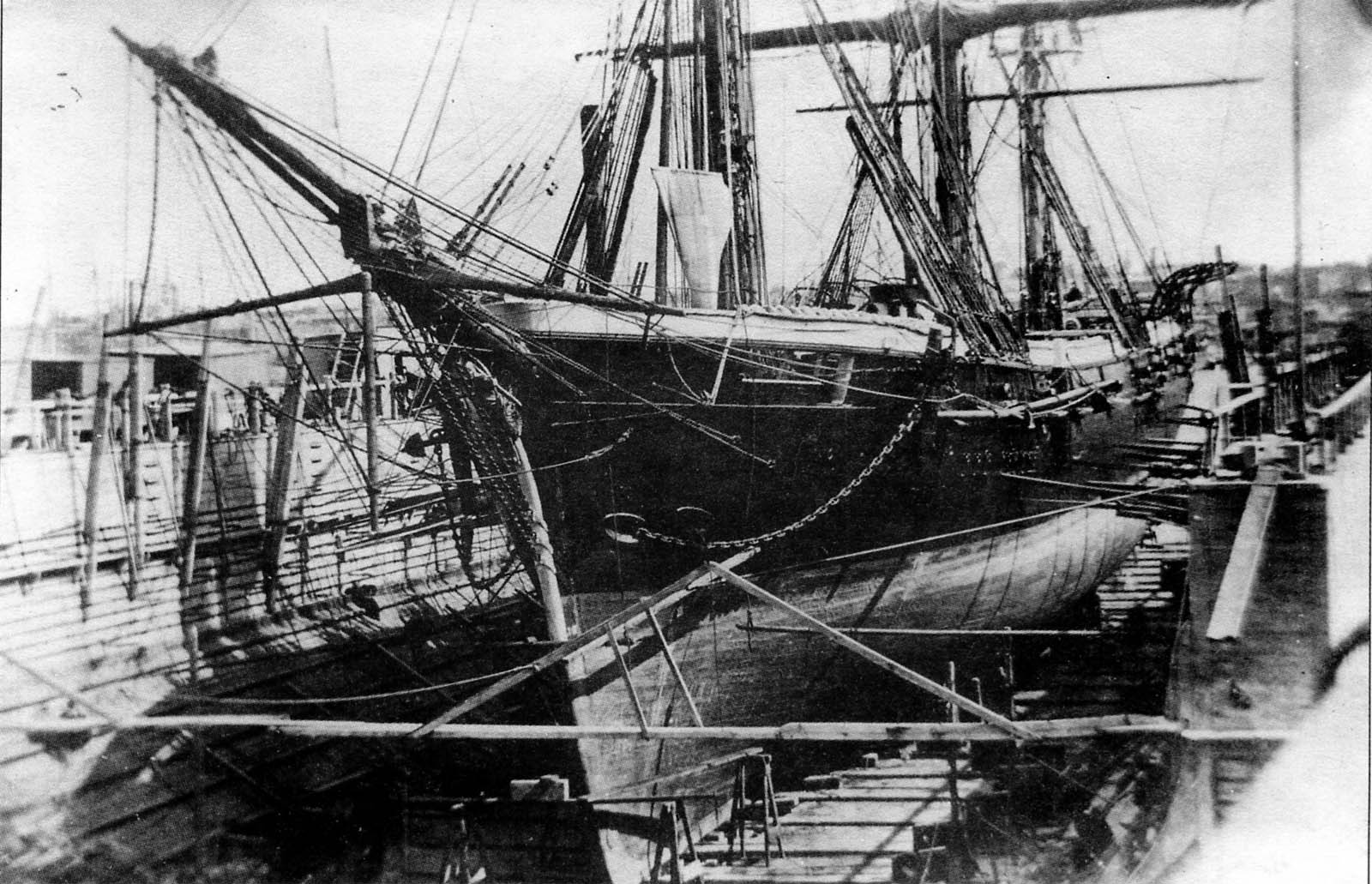
«Стрелок»

Позже, название «Стрелок» унаследовал клипер типа «Крейсер» введённый в строй в октябре 1879 года.

## Память
- залив Стрелок — залив в северо-восточной части залива Петра Великого, описан и назван экипажем в честь своего корабля в 1858 году[14].
- поселок Стрелок — посёлок на восточном побережье Уссурийского залива в Шкотовском районе Приморского края, до 1972 года носил название Линда.
- мыс Стрелок — восточный входной мыс бухты Абрек и западный входной мыс бухты Безымянная, до 1972 года носил название Юнши (Корявый).

### В картинах
- А. П. Алексеев «Винтовой клипер „Стрелок“» (хранится в ЦВММ)
- художник А. Карелов создал серию черно-белых рисунков клипера «Стрелок»
- «Клипер в море» (хранится в ЦВММ)
- В. С. Емышев «Клипер „Стрелок“»
- А. А. Тронь «Стрелок»
- Валерий Шиляев «Клипер „Стрелок“ в заливе Америка»